# Мацошин-Малий
Мацошин-Малий (пол. Macoszyn Mały) — село в Польщі, у гміні Ганськ Володавського повіту Люблінського воєводства. Населення — 129 осіб (2011).

## Історія
За даними етнографічної експедиції 1869—1870 років під керівництвом Павла Чубинського, у селі переважно проживали греко-католики, які розмовляли українською мовою.
У 1975—1998 роках село належало до Холмського воєводства.

## Демографія
Демографічна структура станом на 31 березня 2011 року:
|          | Загалом | Допрацездатний вік | Працездатний вік | Постпрацездатний вік |
| -------- | ------- | ------------------ | ---------------- | -------------------- |
| Чоловіки | 72      | 13                 | 53               | 6                    |
| Жінки    | 57      | 8                  | 32               | 17                   |
| Разом    | 129     | 21                 | 85               | 23                   |